# Пиперево (Васиљево)
Пиперево (мкд. Пиперево) је насеље у Северној Македонији, у југоисточном делу државе. Пиперево је у саставу општине Васиљево.

## Географија
Пиперево је смештено у југоисточном делу Северне Македоније. Од најближег града, Струмице, насеље је удаљено 5 km северно.
Насеље Пиперево се налази у историјској области Струмица. Насеље је положено у средишњем делу плодног Струмичког поља. Западно од насеља протиче река Струмица. Надморска висина насеља је приближно 230 метара.
Месна клима је блажи облик континенталне због близине Егејског мора (жарка лета).

## Становништво
Пиперево је према последњем попису из 2002. године имало 1.401 становника.
| Националност | Становника |
| Македонци    | 1.260      |
| Албанци      | 0          |
| Турци        | 139        |
| Роми         | 0          |
| Цинцари      | 0          |
| Срби         | 0          |
| остали       | 2          |

Претежна вероисповест месног становништва је православље, а мањинска ислам.